# ピーコック・ショー
『ピーコック・ショー』は、1963年1月7日から同年10月28日までNET（現・テレビ朝日）系列局で放送されていたNETテレビ製作のバラエティ番組である。大丸デパートの単独提供。放送時間は毎週月曜 19:00 - 19:30 （日本標準時）。

## 概要
毎回著名なタレントをゲストに招き、彼らに歌やダンスを披露してもらっていた番組。当初は森山加代子と石川進がレギュラーを務めていた。
番組は10か月で終了し、同時間帯は大丸デパート提供のアニメ枠『ピーコック劇場』に転換された。

## 出演者
- 森山加代子
- 石川進
- 金井克子 - 森山に替わって出演。
- 前田武彦 - 石川に替わって出演。
- 藤村有弘